# Грузинский, Григорий Ильич
Светлейший князь Григорий Ильич Грузинский (Багратион-Грузинский; 1833—1899) — полковник русской императорской армии, из древнего грузинского царского рода Багратионов, представитель Кахетинского Царского Дома. Фигурант нашумевшего уголовного дела.

## Биография
Сын царевича Ильи Георгиевича Грузинского (1790—1854), участника Отечественной войны 1812 года (в чине подпоручика лейб-гвардии Егерского полка), и Анастасии Григорьевны, урожд. Каневской-Оболонской (1805—1882).

## Уголовное дело
17 октября 1883 года князь Георгий Ильич Грузинский, потомок грузинских царей, застрелил в слободе бывшего гувернёра своих детей Эриха Шмидта.
В 1866 году в возрасте 32-х лет Григорий Ильич увидел в кондитерской Трамблэ, располагавшейся на Кузнецком мосту, красивую продавщицу Ольгу Николаевну Фролову. Девушка понравилась князю, а вскоре Ольга жила в княжеском доме. Жениться Грузинский не мог: мать, которую любил и уважал, возражала против брака с приказчицей из торговой лавки.
В 1867 году Ольга родила сына. Он пишет письмо государю с просьбой усыновить ребёнка. Несмотря на протесты матери, он женился на любимой женщине. Всего в браке родилось семеро детей: три сына и четыре дочери. Чтобы Ольгу Николаевну считали равной и не попрекали бедностью, Георгий Ильич подарил жене 30 тысяч рублей, а потом на свои деньги купил общее имение.
Чета Грузинских жила в деревне в Воронежской губернии. Дети подрастали и нуждались в гувернёре. На эту должность пригласили Эриха Шмидта.
Эрих Шмидт времени зря не терял: вскоре стал встречаться с женой князя. Князь настаивал, чтобы жена прекратила связь с Шмидтом, а вскоре уволил нерадивого гувернёра. И дети, и слуги, и друзья, впрочем, чуть ли не все в Воронежской губернии знали о трагедии в доме князя Грузинского.
Ольга Николаевна потребовала выделить имущество, подаренное ей. Вскоре князь выстроил дом для жены в слободе Овчарня, расположенной в миле от усадьбы князя. Туда же переехал Э. Ф. Шмидт, назначенный управляющим.
С князем осталось жить пятеро детей, а жена в свой новый дом забрала двух дочерей Тамару (11 лет) и Лизу (9 лет). Ольга Николаевна попросила на содержание детей 100 рублей в месяц и получила отказ. Шмидт всячески препятствовал встречам Грузинского с дочерями, а также настраивал их против отца, имя которого он порочил. Дети ни Ольге, ни Шмидту были не нужны: пара старалась как можно больше вытащить денег у князя.
Грузинский надеялся, что жена вернётся в семью. Вскоре Григорий узнал, что Ольга Николаевна куда-то уехала, а дочери остались с гувернёром.
Князь поехал к детям, а Шмидт запретил детям выходить из дома.
Дочери плакали и просились домой к отцу — Эрих был вынужден отпустить детей. Однако вещи, чтобы переодеть детей, Шмидт не отдал: требовал залог 300 рублей.
17 октября утром Грузинский собрался к обедне. Младшую Нину одели во всё чистое, а старших, Тамару и Лизу, переодеть не во что. Князь снова отправился в усадьбу жены за платьями. Слуга по приказу управляющего закрыл входную дверь и не пустил Григория Ильича на порог дома, построенного на его деньги. Из-за закрытой двери неслась брань Шмидта.
Не выдержав издевательств, князь разбил стекло, открыл дверь и вошел — Шмидт побежал к парадному выходу. Не помня себя от обиды, князь побежал туда же, но вокруг дома, чтобы встретиться с управляющим на крыльце. Здесь и произошла трагедия — Грузинский выстрелил в Шмидта из пистолета, убив его
Присяжные оправдали Григория Ивановича Грузинского: преступление князь совершил в состоянии умоисступления.